# Rosalia (Romeins feest)

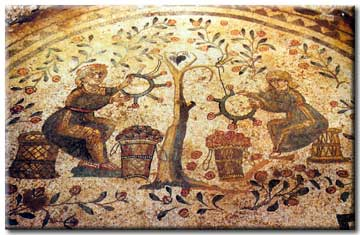
Mozaïek dat het weven van rozenkransen weergeeft (Villa Romana del Casale, 4e eeuw).

Rosalia, Rosaria of het rozenfeest is een Romeins feest waarbij de overledenen geëerd en herdacht worden. 

## Achtergrond
Het bestond uit een feestmaaltijd en het uitdelen van rozen aan de gasten, waarmee men dan het graf van de overledene versierde om die te eren.
Het versieren van graven met rozen gebeurde op uiteenlopende manieren. Zo kon het gewoon gaan om het uitstrooien van rozen over het graf of het neerleggen van rozenkransen. Het offeren van rozen (en in ruimere mate bloemen in het algemeen en voedsel) was ook gangbaar. Maar het kon evenzeer gaan om het bedekken van beenderen met rozen of graven met een bloemenbed waarin ook rozen groeiden. Met het overgebleven geld na de bloemenopsmuk en het offer werd er dan een feestmaal gehouden. Er is niet echt duidelijkheid over de verhouding en het verschil in belang tussen de twee belangrijkste delen van het feest, namelijk het offeren van de rozen en de maaltijd waarbij de genodigden omkranst waren met rozen. Zo wordt soms het feestmaal gezien als het belangrijkste deel van het feest. Dat er in grote grafmonumenten weleens een eetruimte of zelfs een keuken aanwezig was, is daar een mooie illustratie van. Er waren ook Rosalia waarbij het enkel om de feestmaaltijd ging en er geen verband met de dodencultus was. Dan heeft de roos als symbolische betekenis, het vrolijk levensgenieten. Het Rozenfeest heeft dus lang niet altijd een religieus karakter.
Gezien de vele varianten, is het waarschijnlijk dat het niet om een traditioneel, vaststaand feest gaat. Ook belangrijk is dat het geen officieel publiek feest is, maar zelfs een uitgesproken privaat karakter heeft. 

## Andere dodenfeesten
De Rosalia hoorden thuis bij de vier solennia sacrificia (nl. Rosalia, Parentalia, Violaria en de verjaardag van de overledene). Het algemene dodenfeest waren de Parentalia, waarbij de nadruk meer op het offeren werd gelegd, meer bepaald ging het om brandoffers. In familiekring werd er tijdens de lente naast de Rosalia ook nog de Violaria gevierd en dan was er nog de verjaardag van de overledene, als belangrijke herdenkingsdag. 

## Verenigingsleven
Voor de mensen zelf had het feest zeker zijn waarde aangezien er per testament geld werd voorzien om rozen en offergaven te kopen. Die som geld werd ofwel geschonken aan een particulier persoon (meestal een verwant) ofwel aan een vereniging.
Het feest stond namelijk in zeer nauwe verbinding met het verenigingsleven in de Keizertijd. Er bestonden verenigingen (collegiae) waarbij men zorgde voor de begrafenis en dodenverering van de gestorven leden. Er werd dan per testament een som geschonken aan een collegia opdat ze ieder jaar de tombe van de schenker zouden omkransen met rozen, dit ging dan vaak om de meer bemiddelde leden. Deze zaken verschilden allemaal sterk van elkaar naargelang plaatselijke gewoontes of afspraken want de funeraire collegiae konden een zeer verschillend karakter hebben, het waren vaak mengelingen van civiele en religieuze verenigingen. 

## Betekenis
De betekenis van het feest zelf gaat vooral over een hernieuwing van het contact tussen de overledene en de levenden in een sober diner dat plaatsvindt naast het graf. De roos is de funeraire bloem bij uitstek. De korte bloei van een bloem staat voor de hernieuwing en is dus het symbool voor het leven na de dood. De roos vergezelde de Romeinen doorheen hun leven tot aan hun graf. Weinig gebeurtenissen in hun leven werden niet gesymboliseerd door de roos.

## Datum
De Rosalia waren vooral populair in de Keizertijd. Het vroegste bewijs voor het bestaan van de Rosalia kunnen we situeren ten tijde van Domitianus, rond de eerste eeuw na Christus. Rozen werden echter al veel vroeger in erediensten gebruikt. 
Het feest zelf had geen vaste datum, maar was afhankelijk van de bloeiperiode van de rozen die meestal plaatsvond in mei en juni. In mediterraan klimaat kon er wel een 2e bloei in de loop van de zomer verkregen worden. Men kweekte ook rozen in serres of importeerde ze uit de provincies, zodat er eigenlijk heel het jaar door rozen voor cultische doeleinden verkregen konden worden. Rozen kweken stond dan ook bekend als een van de teelten waarmee je veel winst kon maken. Er wordt wel een vaste datum vermeld in de kalender van Constantijn, nl. 23 mei, maar er is geen zekerheid of het om hetzelfde feest gaat. Ook zijn er 7 inschriften die allemaal als datum 13 juni vermelden met verschillende jaren. Maar het waren hoofdzakelijk de collegiae en particulieren zelf die een datum vastlegden.

## Oorsprong
Over de herkomst bestaat er onenigheid, aangezien het feest sterke regionale concentraties vertoont, zoals in oosterse provincies, met in het bijzonder Philippes. Er worden gelijkenissen gevonden met funeraire rituelen in Klein-Azië uit de cultus van de Thracische Bacchus en Attis. Handelaars zouden die gewoonten verspreid hebben en dus zou het feest oorspronkelijk uit Klein-Azië komen. Het gaat dan in het bijzonder over de vermelding van het verbranden van rozen, wat een Dionysische rite zou zijn.
Deze hele theorie wordt echter meerdere malen tegengesproken, waarbij men dan stelt dat de kolonisten uit Italië de Rosalia meegebracht hadden ten tijde van Augustus. Als bewijzen voeren ze aan dat er geen sporen van de Rosalia teruggevonden worden van vóór de kolonisatie. Het zou ook niet gaan om het verbranden van rozen, maar om het aansteken van een lamp. Er zullen waarschijnlijk wel invloeden uit Klein-Azië geweest zijn, maar oorspronkelijk zou het uit Gallia Cisalpina ingevoerd zijn. Daar is er namelijk ook een grote concentratie aan inscripties gevonden, beduidend meer dan rond Rome en ten Zuiden ervan. Het feest werd ook gevierd in het leger, waarbij dan de militaire standaarden versierd werden met rozen om hun doden te eren. Dat kunnen we zien als vervanging van de familie die de tombe versiert, eerder dan daar de oorsprong van het feest te zoeken. 

## Christendom
Het christendom stond ambivalent tegenover het gebruik van rozen als offergaven, maar toch kwamen ze veelvuldig voor bij het vereren van doden en martelaren. Een belangrijk verschil is wel dat de Christenen de rozen los van elkaar en niet in kransen gebruikten zoals bij de Romeinen. Ook werd er bij de herdenking van gestorven familieleden een avondmaal (brood en wijn) gehouden bij de graven of in een kerk in de buurt van het graf. De Rosalia blijven in Italië nog doorleven bij het vieren van Pinksteren. In delen van Rusland en in de Balkan bestaat het ook nog steeds als een volksfeest.

## Secundaire literatuur

### Encyclopedieën
- Grosse (R.). “Rosalia” In: Ziegler (K.) en Sontheimer (W.) en GÄRTNER (H.) (dir.), Der kleine Pauly. Lexikon der Antike. Auf der Grundlage von Pauly's Realencyclopädie der classischen Altertumswissenchaft, 5 vol., Stuttgart, 1964-1975, 4128 p. (= Stuttgart, 1979), IV, kol. 1457
- Hild, (J.-A.). “Rosalia” In: Daremberg (Ch.) & Saglio (E.) & Pottier (E.), Dictionnaire des antiquités grecques et romaines, d'après les textes et les monuments, contenant l'explication des termes qui se rapportent aux moeurs, aux institutions, à la religion, et en général à la vie publique et privée des anciens. 5 t., 10 vol., Parijs, 1877-1919, XIII, p. 895.
- Le Bonniec (H.). “Rosalia” In: Andresen (C.) en Erbse (H.) e.a. (edd.), Lexikon der alten Welt, Zürich, Stuttgart, Artemis & Winkler, 1965, 3524 col. (= Stuttgart, Artemis & Winkler, 1990; = New York, Patmos, 2001), kol. 2675
- Nilsson, (M. P.). “Rosalia” In: Wissowa (G.) (Neue Bearbeitung) e.a., Paulys Realencyclopädie der classischen Altertumswissenschaft. Reihe I (47 Bd. A-Q), Reihe II (19 Bd. R-Z), Suppl. (15 Bd.), Stuttgart & München, 1893-1978 (= Stuttgart, 1958-1978), XXXXII, kol. 1111-1115
- Phillips, (C. R). "Rosalia." In: Cancik (H.) en Schneider (H.) en Landfester (M.) edd. Der Neue Pauly Enzyklopädie der Antike. 13 Bände Altertum A-Z, 5 Bände Rezeptions-un Wissenschaftsgeschichte. Stuttgart, Metzler, 1996-2003, X, kol. 1134-1135
- Phillips (C. R.). “Rosalia or Rosaria” In: Hornblower (S.) & Spawforth (A.) (eds.), The Oxford Classical Dictionary, Oxford, 1996, 3rd ed. (1949, 1st ed. ; 1970, 2nd ed.), 1640 p., pp. 1335–1336

### Boeken
- Processions, sacrifices, libations, fumigations, dedications. Los Angeles, Getty Publications, 2004-2006 (Volume 1 van Thesaurus cultus et rituum antiquorum. 5 vol. + 1 vol. Abbreviations.)
- Bellermann (C.F.), Über die ältesten christlichen Begräbnisstätten und besonders die Katakomben zu Neapel. Hamburg, Perthes, 1839, 120p.
- Bömer (F.), Ahnenkult und Ahnenglaube im alten Rom. Leipzig - Berlijn, Teubner, 1943, 147p.
- Duncan-Jones (R.), The Economy of the Roman Empire, quantitative studies. Cambridge, Cambridge University Press, 1974, 414p.
- Ferguson (J.), The religions of the Roman Empire. Londen, Thames and Hudson, 1970, 296p.
- Fraenkel (M.), Die Inschriften von Pergamon II. Berlijn, Spemann, 1895, 536p.
- Joret (C.), La rose dans l'antiquité et au moyen age. Parijs, s.n., 1892, 480p.
- Lattimore (R.), Themes in Greek and Roman Epitaphs. Urbana, University of Illinois press, 1962, 141p.
- Laum (B.), Stiftungen in der Griechischen und Römischen Antike. I. Leipzig-Berlijn, Teubner, 1914, 255p.
- Marquardt (J.), Le culte chez les Romains. I. Parijs, Ernest Thorin, 1889, 424 p.
- Marquardt (J.), Römische Staatsverwaltung. III. Leipzig, Hirzel, 1878, 594 p.
- Preller (L.) en Jordan (H.), Römische Mythologie I. Berlijn, Weidmannsche Buchhandlung, 1881, 455p.
- Ramsay (W.M.), The cities and bishopries of Phrygia II. New York, Arno Press Collection, 1975, 791p.
- Seward (B.), The symbolic rose. New York, Columbia University Press, 1960, 244 p.

### Tijdschriften
- Boissier (G.). "Etude sur quelques collèges funéraires romains. Les cultores deorum" In: Revue Archéologique, Nouvelle série, 13 (1872), 23, pp. 81–94.
- Collart (P.). "ΠΑΡΑΚΑΥΣΟΥΣΝ ΜΟΙ ΡΟΔΟΙΣ" In: Bulletin de Correspondance Hellénique, 55 (1931), 1, pp. 58–69.
- Guillaume-Coirier (G.). "De l'objet à l'ornement : couronnes et guirlandes de roses dans la sculpture funéraire d'époque romaine." In: Journal des Savants, s.n. (1998), 1, pp. 3–54.
- Hoey (A. S.). “Rosaliae Signorum” In: The Harvard Theological Review, vol.30 (1937), 1, pp. 15–35.
- Kokkinia (C.). "Rosen für die Toten im griechischen Raum und eine neue rodismos-Inschrift aus Bithynien." In: Museum Helveticum, 56 (1999), 4, pp. 204–221.
- Lemerle (P.). "Le testament d’un thrace à Philippes" In: Bulletin de Correspondance Hellénique, 60 (1936), p. 336-343
- Müller (A.). "Sterbekassen und Vereine mit Begräbnisfürsorge in der römischen Kaiserzeit" In: Neue Jahrbücher für das Klassische Altertum Geschichte und Deutsche Literatur, 8 (1905), s.n., pp. 183–201.
- Perdrizet (P.). "Inscriptions de Philippes, Les Rosalies" In: Bulletin de Correspondance Hellénique, 24 (1900), s.n., pp. 299–323.
- Picard (C.) en Avezou (C.). "Le testament de la Prêtresse Thessalonicienne" In: Bulletin de Correspondance Hellénique, 38 (1914), s.n., pp. 38–62.
- Scheid (J.). "Die Parentalien für die verstorbenen Caesaren als Modell für den römischen Totenkult." In: Klio, 75 (1993), 75, pp. 188–201.